# Rudolf Freisleben
Rudolf Theodor Woldemar Freisleben (* 11. März 1906 in Dresden; † 9. Oktober 1943 in Dresden) war ein deutscher Botaniker, Pflanzenbauwissenschaftler und Genetiker. Ihm gelang 1942 als erstem Wissenschaftler die Erzeugung einer mehltauresistenten Gerstensorte durch den Einsatz strahleninduzierter Mutagenese, wodurch er den praktischen Nutzen dieser Methode für die Züchtung von Kulturpflanzen nachweisen konnte.

## Leben
Rudolf Freisleben wurde 1906 als Sohn eines Fabrikbesitzers in Dresden geboren. Er studierte 1925 bis 1930 Naturwissenschaften an der Universität München, an der Universität Leipzig sowie an der TU Dresden. Im Jahr 1930 legte er die Staatsprüfung für das höhere Lehramt ab und arbeitete danach als Studienreferendar und -assessor, später Hilfsassistent an der TU Dresden.
1932 promovierte er an der TU Dresden und arbeitete anschließend an der Forstschule Tharandt über die Mykorrhizen bei Waldbäumen und Heidekrautgewächsen (Ericaceae). 1934/35 erhielt er ein Stipendium der Akademikerhilfe der Notgemeinschaft der Deutschen Wissenschaft, das ihm eine Tätigkeit am Institut für Pflanzenbau und Pflanzenzüchtung der Universität Halle bei Theodor Roemer ermöglichte. 1935 richtete dieser an seinem Institut eine Abteilung für Mutationsforschung ein, deren Leitung er Freisleben übertrug, so dass dieser im Juli 1935 schließlich eine planmäßige Stelle als Institutsassistent erhielt. 1936 habilitierte er sich mit einer genetischen Arbeit und wurde zum Dozenten ernannt.
Ab 1937 bearbeitete er das bei der Deutschen Hindukusch-Expedition zusammengetragene Gerstensortiment und forschte weiter zur Genetik polyploider Kulturpflanzensorten. Roemer erkannte die Potentiale der Mutationsinduktion und baute die Freislebens Forschungsabteilung, die ab 1937 den Namen Abteilung für Zytogenetik trug, weiter aus. Freisleben prägte 1938 den Begriff der "angewandten Zytogenetik"
Ab 1935 absolvierte Freisleben, der 1933 in die SA eingetreten war, Wehrmachtsübungen. 1937 wurde Freisleben in die NSDAP aufgenommen. 1939 wurde er schließlich zum Kriegsdienst eingezogen.
1941 nahm Freisleben an einer im Auftrag des Kaiser-Wilhelm-Instituts für Biologe, des Reichsforschungsrates und des Oberkommandos der Wehrmacht durchgeführten botanischen Sammelexpedition in das zentrale Gebirgsmassiv des Balkans teil, die die Aufgabe hatte Primitiv- und Wildformen von Kulturpflanzen, vor allem Getreide, zu sammeln sowie pflanzengeographische Untersuchungen durchzuführen. Neben Freisleben nahmen die Botaniker Friedrich Markgraf vom Botanischen Museum in Berlin und Walther Hoffmann (* 1910, † 1974) vom Kaiser-Wilhelm-Institut für Züchtungsforschung in Müncheberg an der von dem Agrarwissenschaftler und Pflanzenzüchter Hans Stubbe geleiteten Expedition teil. Die Teilnehmer der Expedition wurden vom aktiven Heeresdienst freigestellt und wurden stattdessen in ein militärisches Dienstverhältnis übernommen, sie trugen Uniform und wurden von militärischem Personal begleitet. Als Ergebnis brachte die Expedition über 2000 Samenproben und noch einmal so viele getrocknete Pflanzenbelege nach Deutschland.
1942 nahm Freisleben an einer zweiten, ebenfalls von Stubbe geleiteten Expedition nach Kreta und auf den Peloponnes teil. Diesmal nahmen neben Freisleben der Botaniker Karl Heinz Rechinger, der Botaniker Werner Rothmaler sowie der Zoologe Otto Wettstein-Westersheimb, der Leiter der Herpetologischen Sammlung im Naturhistorischen Museum in Wien war, teil. Auch auf dieser Expedition waren die Wissenschaftler uniformiert und wurden von deutschen Soldaten und auf dem Peloponnes durch die italienische Wehrmacht unterstützt.
Freisleben bewies großes Talent auf dem Gebiet der Pflanzenzüchtung und galt als der begabteste Assistent Roemers. Auf dem Fachgebiet der Botanik gehörte er zu den 10 Wissenschaftlern, die zwischen 1934 und 1945 die höchsten Fördergelder erhielten.
1942 konnte er nachweisen, dass eine bei der Hindukusch-Expedition gesammelte Urform der Gerste direkt kultiviert worden war. Nachdem Freisleben jahrelang vergeblich versucht hatte, durch Kreuzungsversuche eine mehltauresistente Gerstensorten zu züchten, gelang ihm 1942 die Induktion einer Mehlrauresistenz durch die Einwirkung von Röntgenstrahlung auf das Saatgut. Die so erzeugte krankheitsresistente Gerstensorte war nicht nur von großer praktischer Bedeutung für die landwirtschaftliche Ertragssteigerung, Freisleben war vielmehr damit als erstem der Nachweis gelungen, dass die Strahlenmutagenese in der Pflanzenzüchtung gezielt zur Erzeugung neuer Pflanzeneigenschaften eingesetzt werden konnte.
Bei den Verhandlungen zur Gründung des Kaiser-Wilhelm-Instituts für Kulturpflanzenzüchtung wurde Freisleben von dessen Initiator Fritz von Wettstein als Abteilungsleiter empfohlen. Der zukünftige Leiter des Instituts, der Agrarwissenschaftler und Pflanzenzüchter Hans Stubbe kannte Freisleben von den Balkanexpeditionen und bemühte sich ebenfalls um dessen Zusage. Die Zusammenarbeit scheiterte aber schließlich daran, dass Freisleben und Stubbe sehr ähnliche Forschungsfelder bearbeiteten, die nur schwer voneinander abzugrenzen waren. Freisleben, der gehofft hatte, dass Fritz von Wettstein zum Direktor des neuen Instituts berufen wurde, wollte sich Stubbe nicht unterordnen und lehnte die ihm angebotene Position als Abteilungsleiter deshalb ab.
Im April 1943 wurde er durch die Universität Halle zum außerplanmäßigen Professor ernannt und erhielt wenig später einen Ruf an die Universität Würzburg. Diese Professur konnte er allerdings nicht mehr antreten, da er am 9. Oktober 1943 nach kurzer Krankheit im Lazarett Dresden verstarb. Sein Urnengrab befindet sich auf dem Urnenhain Tolkewitz in Dresden.

## Veröffentlichungen (Auswahl)
- Über experimentelle Mykorrhiza-Bildung bei Ericaceen. In: Berichte der Deutschen Botanischen Gesellschaft. 51. Jahrgang (8), November 1933, S. 351–356
- Zur Frage der Mykotrophie in der Gattung Vaccinium L. In: Jahrbuch der wissenschaftlichen Botanik, 80. Jahrgang, 1934. S. 421–456.
- Weitere Untersuchungen über die Mykotrophie der Ericaceen. Borntraeger, 1935
- Die Gersten der deutschen Hindukuschexpedition 1935 (Ergebnisse der Deutschen Hindukusch-Expedition IV), Kühn-Archiv Band 54, Halle, 1940
- Die phylogenetische Bedeutung asiatischer Gersten.In: Der Züchter, 12. Jahrgang (11), November 1940, S. 257–272
- zusammen mit A. Lein: Über die Auffindung einer mehltauresistenten Mutante nach Röntgenbestrahlung einer anfälligen reinen Linie von Sommergerste. In: Naturwissenschaften, 30. Jahrgang (40), Oktober 1942, S. 608
- Ein neuer Fund von Hordeum agriocrithon Åberg. In: Der Züchter, 15. Jahrgang (2), Februar 1943, S. 25–29
- Die Anwendung der Mutationsauslösung der Chromosomenverdoppelung und der Artkreuzungen in der Pflanzenzüchtung. 1940.